# 原田絵里香
原田 絵里香（はらだ えりか）は埼玉県出身のピアニスト。
4歳よりピアノを始める。東京芸術大学音楽学部附属音楽高等学校、東京音楽大学ピアノ演奏家コースを経て、2010年、同大学大学院音楽研究科器楽専攻修了。大学、大学院在学中特待奨学生。また2005年度、同大学の短期留学奨学生として英国王立音楽院へ留学。

## 略歴・人物
東京音楽大学入学時より播本枝未子、倉沢仁子に師事。
またこれまでに大塚典子、並木聖子、三國正樹、竹島悠紀子、浜口奈々、C.ベンソンに師事。
1994年、第27回カワイ音楽コンクール全国大会金賞受賞。

1996年、第7回彩の国埼玉ピアノコンクール金賞受賞。

2006年、第5回東京音楽大学コンクールピアノ部門第1位。

2008年、第32回ピティナ・ピアノコンペティション特級ファイナル入選。

2010年、第5回東京芸術センター記念ピアノコンクール銀賞受賞。

2010 Asia International Piano Academy & Festival Competition in KOREA金賞受賞。
これまでニースやクールシュベールなどフランス、イギリス各地での夏期国際アカデミーや国内の講習会を受講し、推薦により修了コンサートに出演。また、東京ニューシティ管弦楽団、オーケストラ・ルゼルと共演。その他にも、埼玉新人演奏会、文化庁主催「国際音楽の日フェスティバル‘98イン東京＜鍵盤楽器の世界＞」、第115回日本財団ランチタイムコンサート、丸ビル35日曜コンサート、東京丸の内ガラコンサート2008、ラ・フォル・ジュルネ・オ・ジャポン『熱狂の日』2009でのコンサート等、ソロ・室内楽・器楽伴奏において多数の演奏会に出演。2009年12月には表参道カワイ「パウゼ」にてソロリサイタル開催。